# Forest-en-Cambrésis
Forest-en-Cambrésis is een gemeente in het Franse Noorderdepartement (regio Hauts-de-France) en telt 506 inwoners (1999). De plaats maakt deel uit van het arrondissement Avesnes-sur-Helpe.

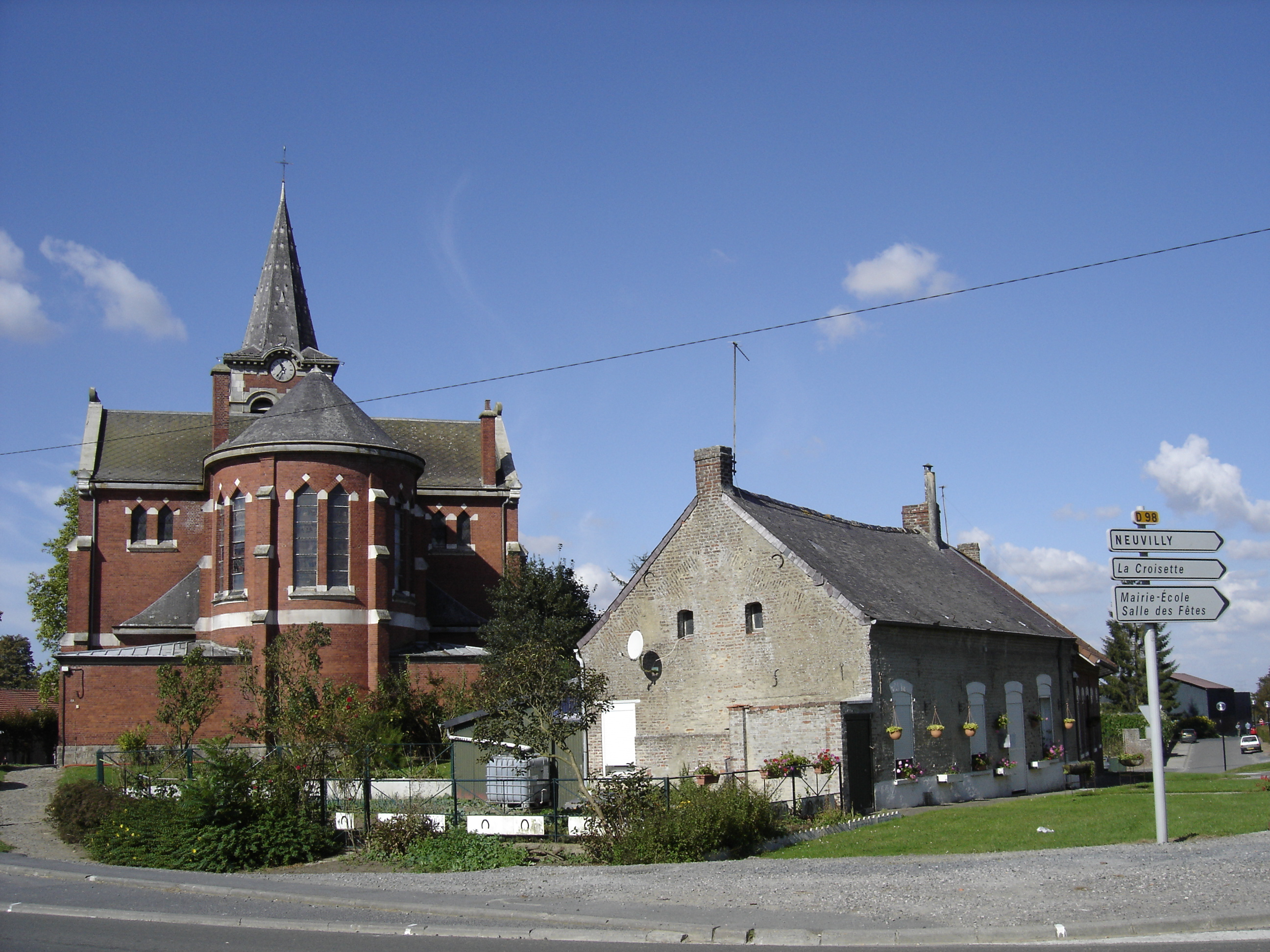
Centrum van kerk van Forest-en-Cambrésis

## Geografie
De oppervlakte van Forest-en-Cambrésis bedraagt 8,8 km², de bevolkingsdichtheid is 57,5 inwoners per km².
De onderstaande kaart toont de ligging van Forest-en-Cambrésis met de belangrijkste infrastructuur en aangrenzende gemeenten.

## Demografie
Onderstaande figuur toont het verloop van het inwonertal (bron: INSEE-tellingen).
1. ↑  Populations de référence 2022.